# Jan Hymczak
Jan Hymczak (ur. 30 marca 1920 w Krakowie, zm. 14 grudnia 2010 tamże) – polski piłkarz, trener.

## Życiorys
Hymczak był wychowankiem Volanii Kraków, w której występował w latach 1934–1938. Podczas II wojny światowej reprezentował konspiracyjną Wieczystę Kraków. Po zakończeniu wojny trafił do Cracovii, w której grał do 1953 roku. W sezonie 1948 Hymczak został w jej barwach mistrzem, zaś w sezonie 1949 wicemistrzem Polski.
W 1970 roku Hymczak uzyskał tytuł trenera I klasy. Po zakończeniu kariery piłkarskiej był trenerem Mazura Ełk, Górnika Jaworzno, Hutnika Kraków, Grębałowianki Kraków oraz Pilicy Wierbka.